# Церковь Симеона Персидского

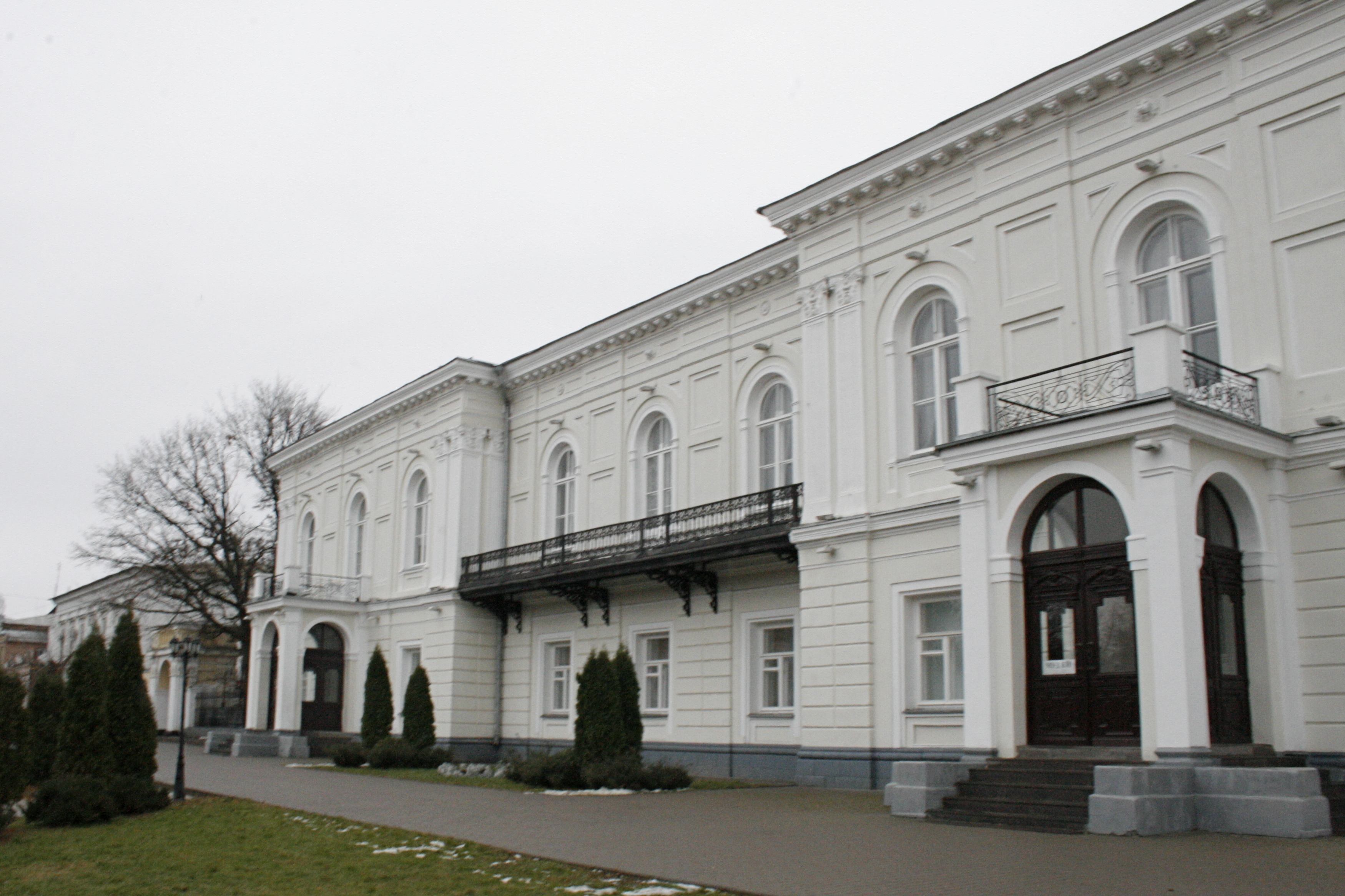
Атаманский дворец в 2011 году

Церковь Симеона Персидского — домовой православный храм в городе Новочеркасске Ростовской области, расположенный в Атаманском дворце. Также называется Храм священномученика Симеона, епископа Персидского или Домовая церковь Симеона Персидского при Атаманском дворце.

## История
Атаманский дворец был построен и начал работать в 1863 году. 29 июля 1867 года во дворце, в левой его части, была заложена домовая церковь, которая по окончании строительства, в ноябре 1869 года, была освящена архиепископом Донскому и Новочеркасскому Платоном во имя преподобного Симеона Персианина (в память избавления от покушения на жизнь Императора Александра II революционера-террориста Д. В. Каракозова в 1866 году).
Двухэтажное здание церкви было пристроено ко дворцу в одном стиле с основной постройкой. По отношению к линии главного фасада оно располагалось несколько в глубине — таким образом архитектор Вальпреде сохранил видимую симметрию здания дворца со стороны площади. В нижнем этаже церкви размещались служебные помещения. Собственно домовой храм находился во втором этаже, и представлял собой площадью 120 квадратных метров зал с паркетным полом и высотой потолков около 7 метров; на северном и южном фасадах располагалось по три больших окна. Над притвором, в антресольном этаже, был устроен балкон для хора. Церковь не имела купола — на краю её крыши был установлен небольшой барабан с луковичной главкой, а на северном фасаде был выполнен аттик барочного типа с лепными украшениями и венчающей его небольшой луковкой с крестом.
В этом домовом храме отправляли свои религиозные надобности Войсковые наказные атаманы, проживающие в нём, а также члены их семей. В ней же проводились панихиды по всем умершим Донским атаманам. Когда в начале XX века рядом на Дворцовой улице расположилась частная гимназия Е. Д. Петровой, то её учащимся было разрешено, при необходимости, посещать эту домовую церковь.
Здание дворца сохранилось, использовалось администрацией города — в помещении бывшей домовой церкви располагался кабинет заведующей финансовым отделом. В настоящее время в нём идёт восстановление домовой церкви.
Адрес: 346400, Ростовская область, г. Новочеркасск, ул. Дворцовая, 5а.